# 1300.
Stoletja: 13. stoletje - 14. stoletje - 15. stoletje
Desetletja: 1250. 1260. 1270. 1280. 1290. - 1300. - 1310. 1320. 1330. 1340. 1350.
Leta: 1300 1301 1302 1303 1304 1305 1306 1307 1308 1309
Trendi
- Florentinski florin postane mednarodno plačilno sredstvo širom Evrope in večine Sredozemlja.